# Llanwinio
Llanwinio est un village et une communauté du Carmarthenshire, au pays de Galles.

## Géographie
Le village de Llanwinio se trouve dans l'ouest du Carmarthenshire, non loin de la frontière du Pembrokeshire. L'Afon Cynin, un affluent de la Tâf, constitue la limite orientale de la communauté. Outre Llanwinio même, cette dernière comprend les villages et hameaux de Blaenwaun (en), Cwmbach (cy) et Cwmfelinmynach (cy).

## Démographie
Au recensement de 2011, la communauté de Llanwinio comptait 448 habitants.